# Gerres setifer
Gerres setifer és una espècie de peix pertanyent a la família dels gerrèids.

## Descripció
- Fa 15 cm de llargària màxima.
- Cos platejat.[6][7]

## Hàbitat
És un peix marí, de clima tropical i bentopelàgic que viu fins als 10 m de fondària.

## Distribució geogràfica
Es troba a l'Índic: costa oriental de l'Índia, Sri Lanka, Bangladesh, Myanmar i Tailàndia.

## Observacions
És inofensiu per als humans.